# Белавинская (Вельский район)
Белавинская — деревня в Вельском районе Архангельской области России. Входит в состав Пуйского сельского поселения.

## География
Деревня находится в южной части Архангельской области, в таёжной зоне, в пределах северной части Русской равнины, на левом берегу реки Пуи, на расстоянии примерно 50 километров (по прямой) к северо-северо-востоку (NNE) от города Вельска, административного центра района.
Климат
Климат характеризуется как умеренно континентальный, с прохладным и дождливым летом. Средняя температура воздуха самого холодного месяца (января) составляет −12,7 °C; самого тёплого месяца (июля) — 18 °C. Среднегодовое количество атмосферных осадков составляет 763,7 мм.
Часовой пояс
Белавинская, как и вся Архангельская область, находится в часовой зоне МСК (московское время). Смещение применяемого времени относительно UTC составляет +3:00.

## История
В «Списке населенных мест Российской империи», изданном в 1861 году, населённый пункт упомянут как деревня Бҍлавинская Шенкурского уезда (1-го стана), расположенная в 81 версте от уездного города Шенкурска. В деревне насчитывалось 4 двора и проживало 60 человек (29 мужчин и 31 женщина).
По состоянию на 1920 год, в Белавинской имелось 24 двора и проживало 110 человек (45 мужчин и 65 женщин). В административном отношении деревня входила в состав Пуйского общества Пуйской волости Шенкурского уезда.

## Население
| 2002 | 2010 | 2012 | 2014 |
| ---- | ---- | ---- | ---- |
| 9    | ↘5   | →5   | ↗8   |

Национальный состав
Согласно результатам переписи 2002 года, в национальной структуре населения русские составляли 89 %.